# Topolovățu Mare
Topolovățu Mare (in ungherese Nagytopoly, in tedesco Grosstoplowetz) è un comune della Romania di 2767 abitanti, ubicato nel distretto di Timiș, nella regione storica del Banato. 
Il comune è formato dall'unione di 6 villaggi: Cralovăț, Ictar-Budinț, Iosifalău, Șuștra, Topolovățu Mare, Topolovățu Mic.